# Kiełpin (przystanek kolejowy)
Kiełpin – zlikwidowany przystanek osobowy w Kiełpinie w Polsce, w województwie pomorskim, w powiecie człuchowskim, w gminie Przechlewo.